# Невиано дели Ардуини
Невиа̀но дели Ардуѝни (на италиански: Neviano degli Arduini, на местен диалект Neviàn, Невиан) е малко градче и община в северна Италия, провинция Парма, регион Емилия-Романя. Разположено е на 517 m надморска височина. Населението на общината е 3750 души (към 2010 г.).